# Трухин, Михаил Кузьмич
Михаил Кузьмич Трухин (1929—1974) — советский геолог, лауреат Ленинской премии.
С 1946 г. поисковый рабочий геологической партии ДВГУ. Окончил во Владивостоке коллекторские курсы, работал в поисковых и разведочных партиях Приморского геологического управления.
В 1960 г. окончил Семипалатинский геологоразведочный техникум. После этого работал в Иманской экспедиции: техник-геолог, геолог, начальник отряда, начальник партии.
Участник открытия крупнейшего вольфрамового месторождения Восток-2, за что в 1966 году присуждена Ленинская премия.
В 1970—1972 работал в Краснояровской партии Приморского территориального ГУ (бассейн р. Тахало — приток р. Бикин и бассейн р. Панихезы — приток р. Алчан).
Трагически погиб в 1974 году.
Награждён нагрудным знаком «Первооткрыватель месторождения».